# 2000年シドニーオリンピックのキルギス選手団
2000年シドニーオリンピックのキルギス選手団（2000ねんシドニーオリンピックのキルギスせんしゅだん）は、2000年9月15日から10月1日にかけてオーストラリアのニューサウスウェールズ州シドニーで開催された2000年シドニーオリンピックのキルギス選手団、およびその競技結果。

## 概要
今大会は銅メダル1個、合計1個のメダルを獲得した。

## メダル
| メダル | 選手名                 | 競技 | 種目           |
| ------ | ---------------------- | ---- | -------------- |
| 銅     | エイディン・スマグロフ | 柔道 | 男子60kg以下級 |